# Mitrella nomurai
Mitrella nomurai is een slakkensoort uit de familie van de Columbellidae. De wetenschappelijke naam van de soort is voor het eerst geldig gepubliceerd in 1991 door Habe.